# جکسنویل (آیووا)
جکسنویل (به انگلیسی: Jacksonville) شهری در ایالت آیووا کشور ایالات متحده آمریکا است که جمعیت آن در سرشماری سال ۲۰۱۰ میلادی، ۳۰ نفر بوده‌است.